# Deutschlandsberg
Deutschlandsberg (in sloveno Lonč) è un comune austriaco di 11 434 abitanti nell'omonimo distretto (del quale è capoluogo e centro maggiore), in Stiria.
Il 1º gennaio 2015 ha inglobato gli ex comuni di Bad Gams, Freiland bei Deutschlandsberg, Kloster, Osterwitz e Trahütten.
Ha lo status di città capoluogo di distretto (Bezirkshauptstadt).

## Monumenti e luoghi d'interesse
- Castello di Frauenthal
- Castello di Wildbach

## Geografia antropica

### Suddivisioni ammininistrative
Il comune conta 12 frazioni oltre al capoluogo e agli ex comuni inglobati: 
- Blumau
- Bösenbach
- Burgegg
- Hinterleiten
- Hörbing
- Leibenfeld
- Oberlaufenegg
- Sulz
- Unterlaufenegg
- Warnblick
- Wildbach
- Wildbachdorf